# Pont del Raval de Barcelona (Ripoll)
El pont del Raval de Barcelona, o simplement pont del Raval, és un monument protegit com a bé cultural d'interès local del municipi de Ripoll (Ripollès).

## Descripció

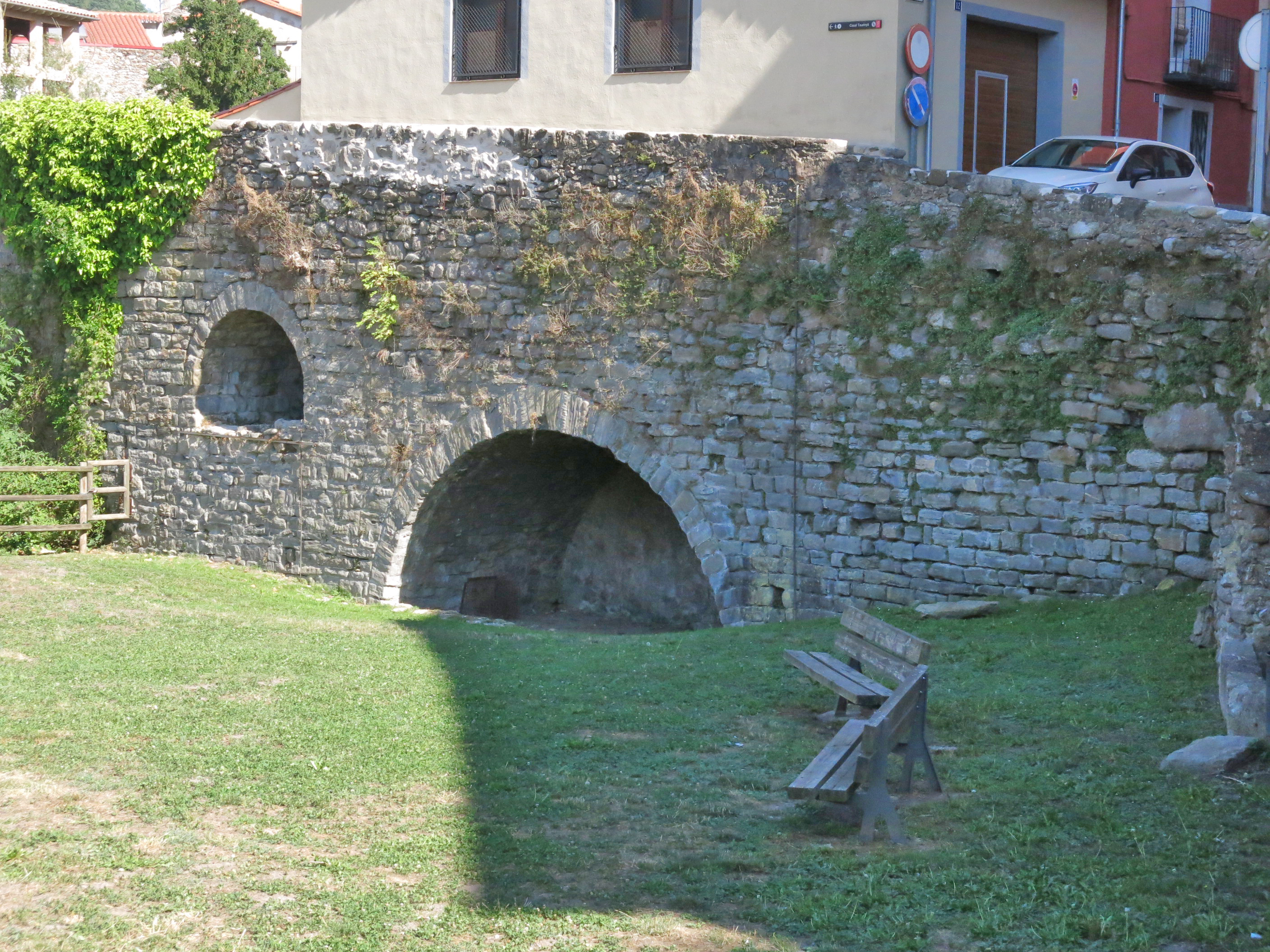
Arrencada del pont antic

Pont de pedra d'un arc tot de pedra, pla amb baranes.
Se situa sobre el Freser, afluent del Ter.

## Història
Un parell de ponts sobre el Ter i un altre parell sobre el Freser enllacen totes dues riberes.